# Illa Baró de Viver
L'Illa Baró de Viver és una obra postmodernista de Barcelona inclosa a l'Inventari del Patrimoni Arquitectònic de Catalunya.

## Descripció
L'Illa Baró de Viver es troba al Passeig de Santa Coloma. L'edifici existents és part d'un projecte més extens que volia substituir el barri de cases barates construït amb motiu de l'Exposició Universal de 1929, i re allotjar els habitants de les barraques que encara quedaven per Montjuïc.
La renovació del barri implicava la construcció d'una gran sala tancada per dos elements còncaus més un espai transversal situat en un punt intermedi. L'objectiu era resoldre parcialment l'aïllament urbà del barri a partir d'una gran illa de cases que creés el seu propi espai públic, autònom i indiferents envers la versatilitat morfològica de la resta de la ciutat.
D'aquesta manera, els habitatges conformen tres unitats per replà i així s'eviten els patis interiors permetent que els edificis donin a la sala central. Una plataforma acaba amb el desnivell entre el passeig de Santa Coloma i el carrer inferior. Sota seu hi ha els espais d'aparcament i els comerços.
Del conjunt és destacable la contundència formal, que podria assimilar-se amb el neoclassicisme, i que reforça la idea de crear un espai urbà. El resultat, però, potser va se contraproduent aïllant als seus habitants encara més: la zona recollia habitants d'escassos recursos així que va suposar un nucli de pobresa.
Tot i així, és indubtable el seu caràcter unitari i la seva entitat pel que fa al seu ús com habitatge públic municipal.

## Història
El Patronato de la Habitación de Barcelona, a través del Foment de l'Habitatge Popular, va comprar a la Marquesa de Castellvell, Maria Dolors d'Amat-Càrcer i de Ros, 52218,52 m2 l'any 1928. L'espai es trobava a la riba del riu Besòs i van ser construïts al 1929 rebent el nom de Baró de Viver.
L'any 1932 es va declarar la suspensió de pagaments, quelcom que va quedar en punt mort per la Guerra Civil. Al 1941 l'Ajuntament va dissoldre el Patronat i va quedar-se'n el patrimoni. Quatre anys més tard es va crear l'Institut Municipal de l'Habitatge, que se'n va fer carrer l'any 1956.
L'espai rebia el nom de Baró de Viver perquè era 'alcalde de la ciutat durant la dictadura de Primo de Rivera. Tot i que durant la República va canviar el nom pel de Pi i Margall, el General Franco va imposar els antics noms.
Amb l'arribada de població emigrant al 1958-59, es van construir nous blocs. Al 1985 es va dur a terme una reforma per l'aprovació del PERI (Pla Especial de Reforma Interior). Quatre anys més tard, el Patronat Municipal de l'Habitatge va construir un grup d'habitatges dits Gran Salón, obra de Donato.